# 검사 체적
검사 체적(control volume)은 유체역학 및 열역학에서 물리 현상을 수학적 모델로 다루기 위한 추상적인 개념이다.
공간 상의 가상적인 일정 체적 (유한한 영역, 특정 영역), 적절히 선택된 공간 내 영역. 관심을 갖고 관찰하는 대상 범위, 주로 질량 보존 법칙, 에너지 보존 법칙을 설명하기 위해 설정해 놓는 가상적인 공간이다.

## 특징
공간 상에 고정되고, 변형이 없는 형태를 사용한다. 단, 등속 운동하는 좌표계 내에 고정시켜 이동하는 경우도 있다.
유체 유동과는 무관하게 설정한다. 예를 들면 공기 흐름 처럼 물질 경계가 불분명하고 계속 변화할 때는 공간 상에 고정시켜 설정해 놓고 지켜보면서 이곳을 통과해 지나가는 공기 상태를 관찰하기만 하면 된다.
검사 표면(control surface)으로 경계를 이룬다. 유체가 이 검사 표면을 통해 출입한다고 본다. 즉, 경계를 통해 물질,에너지의 전달(유출입)이 이루어진다.
적절히 선택되면 문제의 해석을 용이하게 해준다. 체적 제로(0)인 미소 검사 체적부터, 전체 시스템을 포함할 정도로 크게 등 다양하게 설정 가능하다.